# Sign Your Name
Sign Your Name is een nummer van de Amerikaanse zanger Terence Trent D'Arby uit de winter van 1987-1988. Het is de vierde single van zijn debuutalbum Introducing the Hardline According to Terence Trent D'Arby. Op 28 december 1987 werd het nummer eerst in Europa, Australië en Nieuw-Zeeland op single uitgebracht en in mei 1988 in de VS en Canada.

## Achtergrond
De single werd D'Arby's vierde grote hit en was in veel landen goed voor een top 10-notering. In  thuisland de Verenigde Staten bereikte de plaat de 4e positie in de Billboard Hot 100, In Canada de 5e, Australië de 3e, Nieuw-Zeeland de 13e, Frankrijk de 14e, Oostenrijk de 7e, Zwitserland de 8e, Zweden de 4e en in de Eurochart Hot 100 de 26e positie. In het Verenigd Koninkrijk bereikte de plaat de 2e positie in de UK Singles Chart en in Ierland zelfs de nummer 1-positie. 
In Nederland werd de plaat in de winter van 1987-1988 veel gedraaid op Radio 3 en werd een grote hit in de destijds twee landelijke hitlijsten op de nationale publieke popzender. De single bereikte de 2e positie in zowel de Nederlandse Top 40 als de Nationale Hitparade Top 100. In de Europese hitlijst op Radio 3, de TROS Europarade, werd géén notering behaald aangezien deze lijst op donderdag 25 juni 1987 voor de laatste keer werd uitgezonden.
In België bereikte de single de 2e positie in zowel de voorloper van de Vlaamse Ultratop 50 als de Vlaamse Radio 2 Top 30. In Wallonië werd géén notering behaald.
In de sinds december 1999 jaarlijks uitgezonden NPO Radio 2 Top 2000 van de Nederlandse publieke radiozender NPO Radio 2 stond de plaat tot nu toe van 2000 t/m 2006, in 2008 en 2010 en 2011 in de lijst genoteerd, met als hoogste notering een 1523e positie in 2000.

## NPO Radio 2 Top 2000
| Nummer met noteringen in de NPO Radio 2 Top 2000 | '00  | '01  | '02  | '03  | '04  | '05  | '06  | '07 | '08  | '09 | '10  | '11  |
| ------------------------------------------------ | ---- | ---- | ---- | ---- | ---- | ---- | ---- | --- | ---- | --- | ---- | ---- |
| Sign Your Name                                   | 1523 | 1714 | 1987 | 1668 | 1758 | 1833 | 1934 | -   | 1942 | -   | 1880 | 1989 |

1. ↑  Een '-' betekent dat het nummer niet was genoteerd en een vetgedrukt getal geeft de hoogste notering aan.
2. ↑  2000 was het eerste jaar met een notering voor dit nummer.
3. ↑  Deze tabel is bijgewerkt tot en met de laatste editie (2024).